# Sphaenorhynchus orophilus
Espèce
Synonymes
- Hyla orophila Lutz & Lutz, 1938

Statut de conservation UICN

 LC  : Préoccupation mineure
Sphaenorhynchus orophilus est une espèce d'amphibiens de la famille des Hylidae.

## Répartition
Cette espèce est endémique du Brésil. Elle se rencontre au-dessus de 1 000 m d'altitude dans la serra do Mar et la serra da Mantiqueira dans les états de Rio de Janeiro, de São Paulo et du Minas Gerais.

## Publication originale
- Lutz & Lutz, 1938 : On Hyla aurantiaca Daudin and Sphoenorhynchus Tschudi and on two allied Hylae from south-eastern Brazil. Anais da Academia Brasileira de Ciências, vol. 10, p. 175-194.